# Glycyphana peterseni
Glycyphana peterseni är en skalbaggsart som beskrevs av Miksic 1970. Glycyphana peterseni ingår i släktet Glycyphana och familjen Cetoniidae. Inga underarter finns listade i Catalogue of Life.